# Ольховець (Західнопоморське воєводство)
Ольховець (пол. Olchowiec, нім. Aalkist) — село в Польщі, у гміні Дравсько-Поморське Дравського повіту Західнопоморського воєводства.
У 1975-1998 роках село належало до Кошалінського воєводства.